# Plaguewielder
Plaguewielder è l'ottavo album in studio del gruppo musicale black metal norvegese Darkthrone, pubblicato il 10 settembre 2001 dalla Moonfog Productions.

## Il disco
L'ingegneria del suono è stata curata da Dag Stokke, mentre gli stessi Darkthrone si sono occupati della produzione. Inoltre Seb A. Lüdviksun si è occupato della fotografia assieme a Fernander Flux, che ha curato anche il design e l'artwork.
Apollyon degli Aura Noir e Sverre Dæhli degli Audiopain hanno partecipato alla registrazione come voci addizionali nella traccia Command.
In seguito il disco è stato ristampato nel 2001 dalla Moonfog in vinile limitato a 1 000 copie, negli Stati Uniti da The End Records nel 2006, e dalla Moonfog come vinile rosso sempre nel 2006.

## Tracce
1. Weakling Avenger – 7:55
2. Raining Murder – 5:14
3. Sin Origin – 6:45
4. Command – 8:02
5. I, Voidhanger – 5:38
6. Wreak – 9:16

## Formazione

### Gruppo
- Nocturno Culto - chitarra, basso e voce
- Fenriz - batteria

### Altri musicisti
- Apollyon - voce addizionale su Command
- Sverre Dæhli - voce addizionale su Command